# Meiacanthus smithi
Meiacanthus smithi és una espècie de peix de la família dels blènnids i de l'ordre dels perciformes.

## Morfologia
- Els mascles poden assolir 8,5 cm de longitud total.
- Presenta dimorfisme sexual.[1][2]

## Reproducció
És ovípar.

## Hàbitat
És un peix marí de clima tropical i associat als esculls de corall que viu fins als 20 m de fondària.

## Distribució geogràfica
Es troba al sud-est de l'Índia, el nord de Sri Lanka i l'oest del Mar de Java.